# Stradonice
Stradonice (en allemand : Stradonitz) est une commune du district de Kladno, dans la région de Bohême-Centrale, en République tchèque. Sa population s'élevait à 132 habitants en 2020.

## Géographie
Stradonice se trouve à 8 km au nord-nord-ouest de Slaný, à 18 km au nord-nord-est de Kladno et à 37 km au nord-ouest de Prague.
La commune est limitée par Páleč au nord, par Zlonice à l'est, par Dřínov au sud, et par Klobuky à l'ouest.

## Histoire
La première mention écrite de la localité date de 1318.